# Площадь Героев 21-й Армии
Площадь Героев 21-й Армии — площадь в Октябрьском районе города Самары. Ограничена улицами Полины Осипенко и Ново-Садовой, а также проспектом Ленина.

## История
13 мая 1941 года на базе войск Приволжского военного округа была сформирована 21-я армия. Около пяти тысяч жителей Сталинского района г. Куйбышева (ныне — Октябрьский район г. Самары) впоследствии были отправлены на фронт в составе сформированного войскового объединения. За воинскую доблесть и мастерство, проявленное при Сталинградском сражении, «куйбышевское войско» получило наименование Шестой гвардейской армии. Личный состав армии был 8 раз удостоен благодарности Верховного Главнокомандующего за заслуги в исполнении воинского долга. 163 воина округа получили звания Героев Советского Союза.
Память о воинах-самарцах решено было увековечить путем присвоения площади, образованной пересечением улиц Осипенко с Ново-Садовой и проспектом Ленина, имени «Героев 21-й Армии».
Присвоение имени состоялось в 2008 году по инициативе членов самарской секции Совета ветеранов 21-й/6-й гвардейской армии.

## Здания и сооружения
- Горельеф «Родина-мать»
- Фонтан в честь 40-летия Победы

Площадь Героев 21-й Армии — Горельеф Родина-Мать

- Стела памяти «Защитникам Отечества 1941—1945»
- Памятник несовершеннолетним труженикам тыла[3]

## Политические митинги
Площадь Героев 21-й Армии неоднократно становилась местом проведения публичных встреч, митингов и демонстраций.
- 26 марта 2010 года на площади прошёл митинг против перевода Самарской области на московское время.[9]
- 26 марта 2011 года — митинг против платной рыбалки[10]
- 4 ноября 2011 года — «Русский Марш»[11]
- 23 января 2021 года площадь стала местом начала шествия за освобождение Алексея Навального и других политических заключённых.[12]
- В феврале 2022 года через площадь прошло шествие против вторжения России на Украину.[13]